# Ente Nazionale per la Cooperazione
L'Ente Nazionale Fascista per la Cooperazione fu un ente di coordinamento e controllo del regime fascista operante dal 1926 al 1945.

## Storia
L‘Ente Nazionale per la Cooperazione fu creato il 30 dicembre 1926 con sede in Roma per inquadrare le cooperative nel nascente ordinamento corporativo. La creazione dell’ente seguì lo scioglimento nel 1925 della Lega Nazionale delle Cooperative e Mutue e nel 1927 della Confederazione delle Cooperative Italiane. Dal 1931 prese la denominazione di Ente Nazionale Fascista per la Cooperazione.
Sottoposto in seguito alla vigilanza e alla tutela del Ministero delle corporazioni, mirava a coordinare le iniziative delle federazioni e delle associazioni cooperative, a dirimere le controversie fra esse, a promuovere la costituzione delle associazioni sindacali di enti cooperativi e mutualistici, a favorire l'istruzione professionale dei cooperatori e la loro educazione morale, religiosa e nazionale e ogni altra attività che gli sia attribuita dal Ministero delle corporazioni.
L’ente fu lo strumento del fascismo per inquadrare le realtà mutualistiche e cooperative nel suo progetto totalitario. Poiché non era più riconosciuta la precedente articolazione di orientamenti ideologici, nelle diverse anime socialiste, mazziniane e cattoliche, della cooperazione, si fusero forzatamente sodalizi omologhi su base locale. In alcuni casi, l’imposizione del PNF di propri uomini come dirigenti provocò casi di incompetenza, di gestione privatistica dei beni societari e di appropriazioni.
Il regime fascista esaltava retoricamente la cooperazione, tuttavia la Carta del Lavoro del 1927 la ignora e, con quel singolare documento programmatico, che pure ambisce a regolare in modo inedito i rapporti fra capitale e lavoro, non si è colta l‘occasione di inserire adeguatamente la cooperazione nella politica sociale del regime.
Al crollo del regime fascista seguì la dissoluzione dell’ente.